# Аві Островський
Аві Островський (івр. אבי אוסטרובסקי, нар. 1939) — ізраїльський диригент.

## Біографія
Закінчив 1961 року Академію імені Рубіна в Тель-Авіві під керівництвом Гарі Бертіні та Мордехая Сетера, потім займався в Австрії під керівництвом Ганса Сваровскі і в Італії у Франко Феррари.
1968 року був удостоєний першої премії на Міжнародному конкурсі молодих диригентів імені Миколи Малька в Копенгагені. Керував різними музичними колективами Ізраїлю, крім того, у 1978–1984 роках очолював Антверпенський філармонічний оркестр, а в 1989–1993 — Оркестр Норвезького радіо.